# لاري ماكسي
لاري ماكسي (بالإنجليزية: Larry Maxie)‏ هو لاعب كرة قاعدة أمريكي، ولد في 10 أكتوبر 1940 في آبلاند في الولايات المتحدة.

## وصلات خارجية
- لاري ماكسي على موقعبيزبول رفرنس.كوم (الدوري الرئيسي) (الإنجليزية)
- لاري ماكسي على موقعبيزبول رفرنس.كوم (الدوري الثانوي) (الإنجليزية)